# Arrowhead Springs (Wyoming)
Arrowhead Springs es un lugar designado por el censo ubicado en el condado de Sweetwater en el estado estadounidense de Wyoming. En el año 2010 tenía una población de 63 habitantes y una densidad poblacional de 20.32 personas por km² .

## Geografía
Arrowhead Springs se encuentra ubicado en las coordenadas 41°30′33.86″N 109°9′19.12″O / 41.5094056, -109.1553111. Según la Oficina del Censo, la localidad tiene un área total de 3,1 km² (1,2 mi²), de la cual 3,1 km² (1,2 mi²) es tierra y 0 km² (0 mi²) (0.0%) es agua.

### Localidades adyacentes
El siguiente diagrama muestra a las localidades en un radio de 100 kilómetros (62,1 mi) de Arrowhead Springs.

## Demografía
En el 2000 la renta per cápita promedia del hogar era de $81.467, y el ingreso promedio para una familia era de $83.654. El ingreso per cápita para la localidad era de $28.972. En 2000 los hombres tenían un ingreso per cápita de $68.750 contra $46.250 para las mujeres. Ninguno de la población estaba bajo el umbral de pobreza nacional.